# Карлос Мартінес де Ірухо
Карлос Мартінес де Ірухо-і-Такон, 1-й маркіз Каса-Ірухо (ісп. Carlos Martínez de Irujo y Tacón, I marqués de Casa Irujo; 1763-1824) — іспанський політик, двічі обіймав посаду державного секретаря країни на початку XIX століття.

## Кар'єра
Від 1796 до 1806 року обіймав посаду посла Іспанії у США, після чого працював на аналогічних постах у Ріо-де-Жанейро й Парижі. Вперше очолив іспанський уряд у вересні 1818 року після відставки кабінету Хосе Гарсії де Леона-і-Піссарро. Вдруге йому було доручено формування уряду в грудні 1823, але той кабінет протримався недовго — Каса Ірухо помер у січні наступного року.